# 나나그레비지주

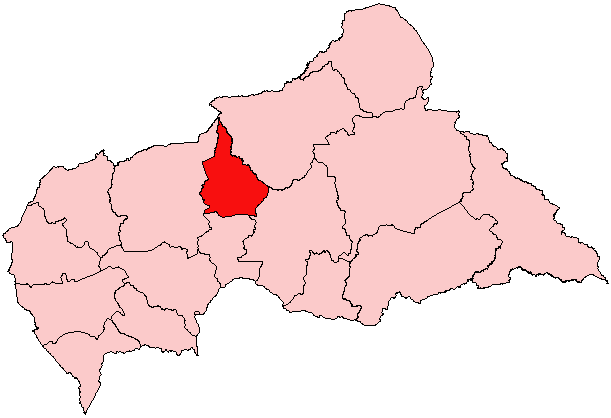
나나그레비지 주의 위치

나나그레비지주(Nana-Grébizi)는 중앙아프리카 공화국 북부에 위치한 주로, 주도는 카가방도로이며 면적은 19,996km2, 인구는 132,740명(2003년 기준)이다. 중앙아프리카 공화국에 있는 2개의 경제주 가운데 하나이다.